# Centroclisis cervina
Centroclisis cervina is een insect uit de familie van de mierenleeuwen (Myrmeleontidae), die tot de orde netvleugeligen (Neuroptera) behoort. 
Centroclisis cervina is voor het eerst wetenschappelijk beschreven door Gerstäcker in 1863.